# تاس هال (باتشة لك الشرقي)
تاس هال (بالفارسية: طاسهل) هي قرية تقع في إيران في قسم باتشة لك الشرقي الریفي.